# Grotta di Santa Barbara
La grotta di Santa Barbara si trova all'interno della miniera di San Giovanni di Bindua, frazione di Iglesias, nella provincia del Sulcis Iglesiente.
Venne scoperta fortuitamente nel mese di aprile del 1952 da alcuni minatori durante i lavori di scavo di un pozzo, che avrebbe consentito di portare il materiale estratto da un livello all'altro della miniera. Dopo l'esplosione delle mine abbandonarono il cantiere per permettere ai fumi e alle polveri di diradarsi. Fu il turno successivo a rendersi conto dell'importante scoperta. Accorse dal vicino villaggio Normann il direttore della miniera, ing. Pietro Stefani, il quale rinunciò a sfruttare quel tratto del filone metallifero disponendo l'installazione di un cancello a protezione della grotta e il divieto di lavorazioni con mine entro 1000 metri dal sito.
Fino ad allora sconosciuta, perché nascosta all'interno della montagna, si apre tra lo strato rocciose di calcare ceroide e la dolomia gialla silicizzata, formazioni del Cambriano inferiore, risalenti a circa 500 milioni di anni fa.
Il sito è raggiungibile attraverso un intricato sistema di gallerie sotterranee percorribili tramite un trenino che, attraversando la galleria posta a circa 150 metri sul livello del mare, dopo un percorso di 700 metri lineari dall'ingresso, conduce ad un ascensore che sale lungo un pozzo.
La vasta grotta ha tra le sue caratteristiche peculiari i cristalli tabulari di barite bruno scuro che ricoprono le pareti e le concrezioni semisferiche di calcite bianco candido con stalattiti e stalagmiti ricoperte da eccentriche di aragonite con colonne alte anche 25 metri formatesi nel corso dei millenni.